# Olympische Winterspiele 1928/Teilnehmer (Deutsches Reich)
| Gelbes Symbol für Goldmedaillen mit stilisierten Olympischen Ringen | Graues Symbol für Silbermedaillen mit stilisierten Olympischen Ringen | Braundes Symbol für Bronzemedaillen mit stilisierten Olympischen Ringen |
| ------------------------------------------------------------------- | --------------------------------------------------------------------- | ----------------------------------------------------------------------- |
| —                                                                   | —                                                                     | 1                                                                       |

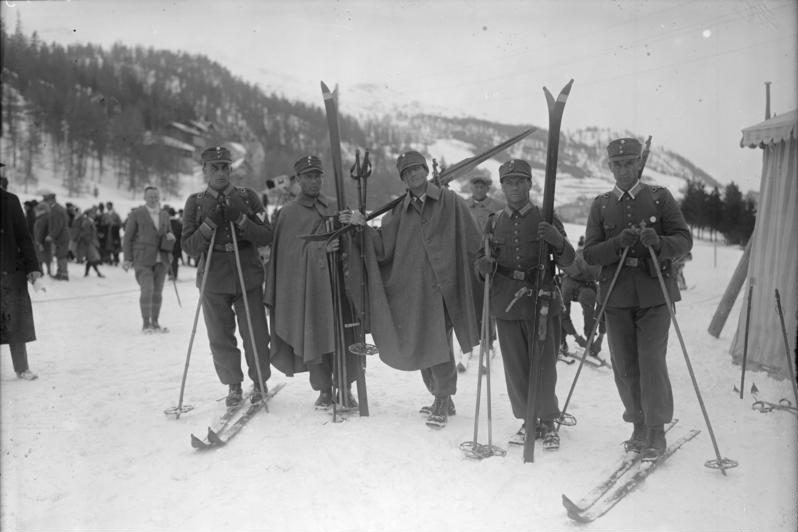
Die deutsche Mannschaft belegte beim Militär-Patrouillenlauf 1928 in St. Moritz den 5. Platz.

Das Deutsche Reich nahm bei den II. Olympischen Winterspielen 1928 in St. Moritz mit einer Delegation von 46 Athleten, darunter 5 Frauen, teil.
Der Skisportler Karl Neuner trug die Flagge Deutschlands während der Eröffnungsfeier.

## Medaillen

### Medaillenspiegel
Die Angabe der Anzahl der Wettbewerbe bezieht sich auf die mit deutscher Beteiligung.
| Rang   | Sportart | Gold | Silber | Bronze | Gesamt |
| ------ | -------- | ---- | ------ | ------ | ------ |
| 1      | Bob      | —    | —      | 1      | 1      |
| Gesamt | Gesamt   | —    | —      | 1      | 1      |

### Medaillengewinner
| Name/n                                                           | Sportart | Wettkampf |
| ---------------------------------------------------------------- | -------- | --------- |
| Bronze                                                           |          |           |
| Hanns Kilian Valentin Krempl Hans Heß Sebastian Huber Hans Nägle | Bob      | Fünferbob |

## Teilnehmer nach Sportarten

### Bob
| Athleten                                                                    | Wettbewerb | Lauf 1     | Lauf 1 | Lauf 2     | Lauf 2 | Gesamt     | Gesamt |
| Athleten                                                                    | Wettbewerb | Zeit       | Rang   | Zeit       | Rang   | Zeit       | Rang   |
| --------------------------------------------------------------------------- | ---------- | ---------- | ------ | ---------- | ------ | ---------- | ------ |
| Männer                                                                      |            |            |        |            |        |            |        |
| Hans-Edgar Endres Paul Martin Rudolf Soenning Paul Volkhardt Karl Reinhardt | Fünferbob  | 1:48,0 min | 22     | 1:43,9 min | 9      | 3:31,9 min | 18     |
| Hanns Kilian Valentin Krempl Hans Heß Sebastian Huber Hans Nägle            | Fünferbob  | 1:41,7 min | 4      | 1:40,2 min | 2      | 3:21.9     | Bronze |

Als Reserveathleten waren aufgeboten: W. Duesdan, W. Meissner, A. Brehme, J. Andresen und H. Picker (Deutschland III).

### Eishockey
| Wettbewerb  | Männer |
| ----------- | --- |
| Spieler     | Hans Schmid Walter Sachs Franz Kreisel Gustav Jaenecke Erich Römer Martin Schröttle Fritz Rammelmayr Marquard Slevogt Alfred Steinke Wolfgang Kittel Matthias Leis |
| Trainer     | Erich Römer |
| Vorrunde    | Österreich 0:0 Schweiz 0:1 (0:1, 0:0, 0:0) |
| Finalrunde  | ausgeschieden |
| Platzierung | 10 |

### Eiskunstlauf
| Athleten                  | Wettbewerbe | Kurzprogramm | Kür  | Gesamt  | Gesamt |
| Athleten                  | Wettbewerbe | Rang         | Rang | Punkte  | Rang   |
| ------------------------- | ----------- | ------------ | ---- | ------- | ------ |
| Frauen                    |             |              |      |         |        |
| Margit Bernhardt          | Einzel      | 14           | 14   | 1890.00 | 12     |
| Ellen Brockhöft           | Einzel      | 8            | 10   | 2003.00 | 9      |
| Else Flebbe               | Einzel      | 16           | 12   | 1833.50 | 15     |
| Elly Winter               | Einzel      | 18           | 11   | 1765.75 | 18     |
| Männer                    |             |              |      |         |        |
| Paul Franke               | Einzel      | 14           | 10   | 1326.00 | 12     |
| Werner Rittberger         | Einzel      | 12           | DNF  | DNF     | DNF    |
| Mixed                     |             |              |      |         |        |
| Ilse Kishauer Ernst Gaste | Paarlauf    | –            | –    | 75,75   | 8      |

### Eisschnelllauf
| Athleten         | Wettbewerbe | Zeit       | Rang |
| ---------------- | ----------- | ---------- | ---- |
| Männer           |             |            |      |
| Fritz Jungblut   | 500 m       | 47,2 s     | 20   |
| Fritz Jungblut   | 1500 m      | 2:28,2 min | 11   |
| Fritz Jungblut   | 5000 m      | 9:26,7 min | 16   |
| Erhard Mayke     | 500 m       | 49,1 s     | 24   |
| Erhard Mayke     | 5000 m      | DNF        | DNF  |
| Arthur Vollstedt | 1500 m      | 2:39,9 min | 23   |
| Arthur Vollstedt | 5000 m      | 9:58,5 min | 28   |

### Nordische Kombination
| Athleten      | Wettbewerb | Langlauf  | Langlauf | Langlauf | Skispringen | Skispringen | Skispringen | Skispringen | Gesamt | Gesamt |
| Athleten      | Wettbewerb | Zeit      | Punkte   | Rang     | 1. Weite    | 2. Weite    | Punkte      | Rang        | Punkte | Rang   |
| ------------- | ---------- | --------- | -------- | -------- | ----------- | ----------- | ----------- | ----------- | ------ | ------ |
| Männer        |            |           |          |          |             |             |             |             |        |        |
| Ludwig Böck   | Einzel     | 1:48:56 h | 14.125   | 5        | 36,0 m      | 48,0 m      | 12.395      | 21          | 13.260 | 7      |
| Walter Glaß   | Einzel     | 2:00:57 h | 8.750    | 15       | 45,0 m      | 55,0 m      | 15.104      | 11          | 11.927 | 15     |
| Max Kröckel   | Einzel     | 2:00:59 h | 8.125    | 17       | 53,5 m      | 51,5 m      | 15.812      | 6           | 11.968 | 14     |
| Gustav Müller | Einzel     | 1:52:43 h | 12.250   | 12       | 41,5 m      | 60,5 m      | 7.978       | 28          | 10.114 | 21     |
| Karl Neuner   | Einzel     | DNF       | DNF      | DNF      | DNS         | DNS         | DNS         | DNS         | DNF    | DNF    |

### Skilanglauf
| Athleten        | Wettbewerbe | Zeit      | Rang |
| --------------- | ----------- | --------- | ---- |
| Männer          |             |           |      |
| Ludwig Böck     | 18 km       | 1:48:56 h | 14   |
| Wilhelm Braun   | 18 km       | 2:03:52 h | 29   |
| Hans Bauer      | 18 km       | 1:57:03 h | 20   |
| Hans Bauer      | 50 km       | 5:36:21 h | 12   |
| Otto Wahl       | 18 km       | 1:55:00 h | 19   |
| Otto Wahl       | 50 km       | 5:34:02 h | 10   |
| Fritz Pellkofer | 50 km       | 5:41:00 h | 16   |

### Skispringen
| Athleten          | Wettbewerb        | 1. Durchgang | 2. Durchgang | Gesamt | Gesamt |
| Athleten          | Wettbewerb        | Weite        | Weite        | Punkte | Rang   |
| ----------------- | ----------------- | ------------ | ------------ | ------ | ------ |
| Männer            |                   |              |              |        |        |
| Alois Kratzer     | Spezialsprunglauf | 49,5 m       | 54,0 m       | 14.853 | 19     |
| Martin Neuner     | Spezialsprunglauf | 50,0 m       | 57,0 m       | 16.291 | 9      |
| Erich Recknagel   | Spezialsprunglauf | 48,5 m       | 62,0 m       | 16.020 | 11     |
| Franz Thannheimer | Spezialsprunglauf | 46,5 m       | 55,5 m       | 15.333 | 17     |